# 贾春林
贾春林（1917.2—2004.5），1933年参加中国工农红军，1935年加入中国共产主义青年团，1937年加入中国共产党。土地革命战争时期，历任红四方面军川陕省苏维埃文化委员会主席罗世文同志的勤务员，司务长，红一方面军一军团战士、会计。参加了二万五千里长征和保卫川陕苏区、攻克腊子口、东征等战役战斗。
抗日战争时期，历任八路军115师685团供给处会计股长，鲁西军区后勤供给处处长，冀鲁豫后勤供给学校校长。参加了平型关等战役。
解放战争时期，历任冀鲁豫野战军一纵队供给部副部长，第二野战军供给部被服局局长等职，参加了千里跃进大别山和石家庄、淮海、渡江、进军大西南等战役。
建国后，历任西南盐务局党组书记、副局长，中央人民政府地方工业部供销局副局长，轻工业部皮革局局长，贵州省轻工业局党组书记、局长，贵州省轻工业厅厅长，贵州省第五届人大常委（享受副省级待遇）。